# چاه کنر
چاه کنر، روستایی در دهستان بزمان بخش بزمان شهرستان ایرانشهر در استان سيستان و بلوچستان ایران است.

## جمعیت
بر پایه سرشماری عمومی نفوس و مسکن در سال ۱۳۹۵، جمعیت این روستا برابر با ۲۰۳ نفر (۵۱ خانوار) بوده‌است.